# アルモ
アルモ（伊: Armo）は、イタリア共和国リグーリア州インペリア県にある、人口約100人の基礎自治体（コムーネ）。

## 地理

### 位置・広がり

#### 隣接コムーネ
隣接するコムーネは以下の通り。括弧内のCNはクーネオ県 所属を示す。
- カプラーウナ (CN)
- オルメーア (CN)
- ピエーヴェ・ディ・テーコ
- ポルナッシオ

### 地震分類
イタリアの地震リスク階級 (it) では、3 に分類される
。